# Фотоискусство в Донецке

## Фотоателье, фотостудии и фотоклубы
До революции в Юзовке действовали фотоателье Бориса Соломоновича Стесина, А. Матюкина (Базарная пл., д. Шаповаловой), братьев Клейман, П. Е. Зузули, Стефана А. Синицына, Ильи Пенякова, Иогана Шильхта. Также Юзовку посещал Василий Досекин и здесь делал фотографии.
Яков Перех, Э. Кречмер, М. Кучеров, Т. Червоный, И. Фадеев, Р. Гордеенко, В. Новиков осуществляли издательство открыток с видами Юзовки.

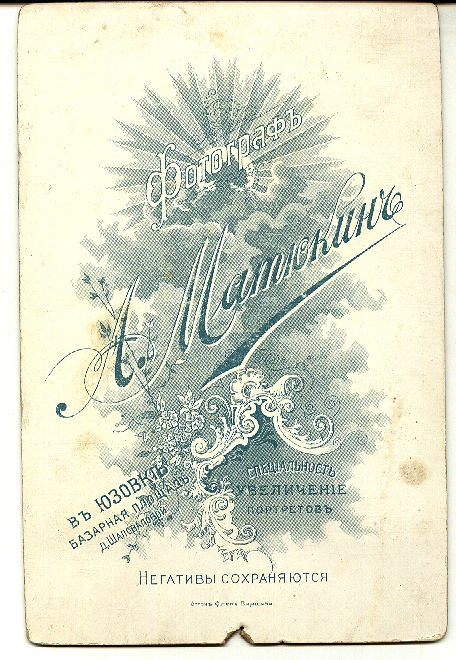
Паспарту фотоателье Матюкина
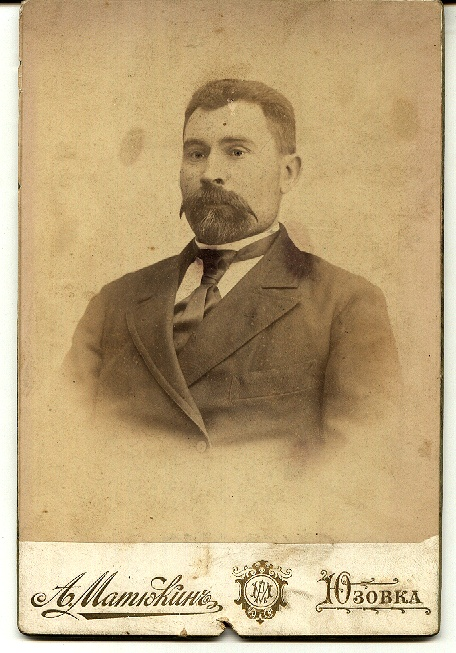
Фотография фотоателье Матюкина
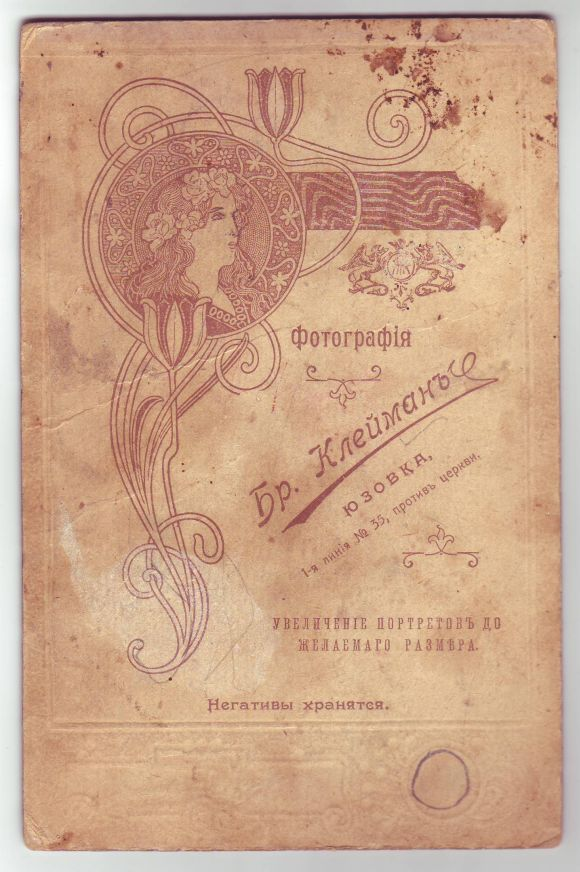
Паспарту фотоателье братьев Клейман
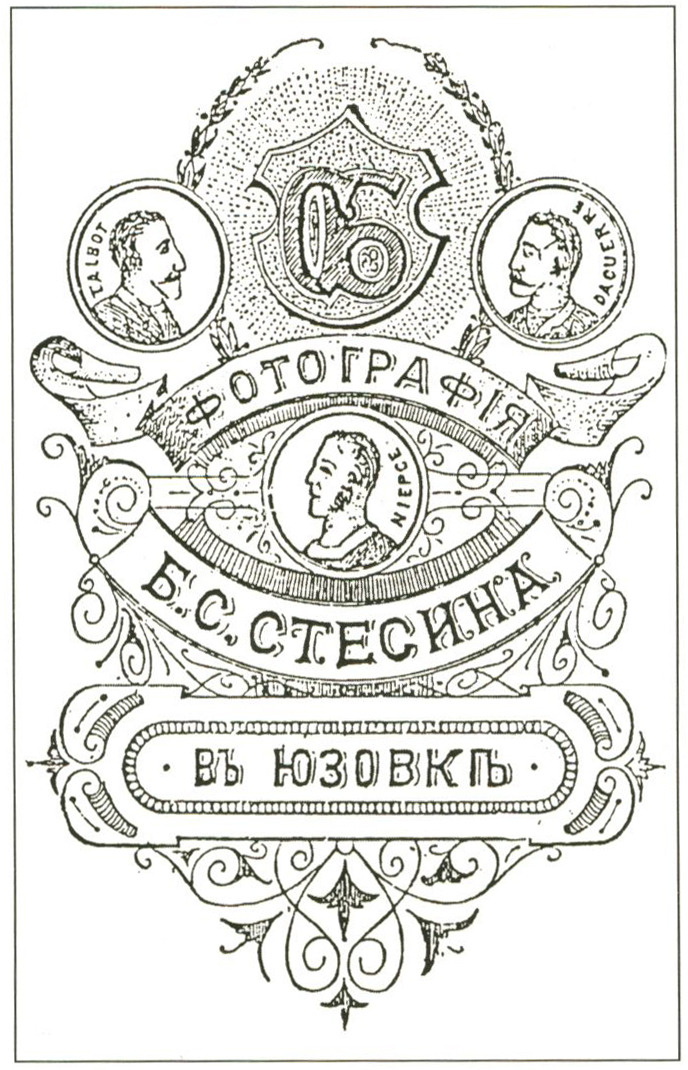
Паспарту фотоателье Б. С. Стесина
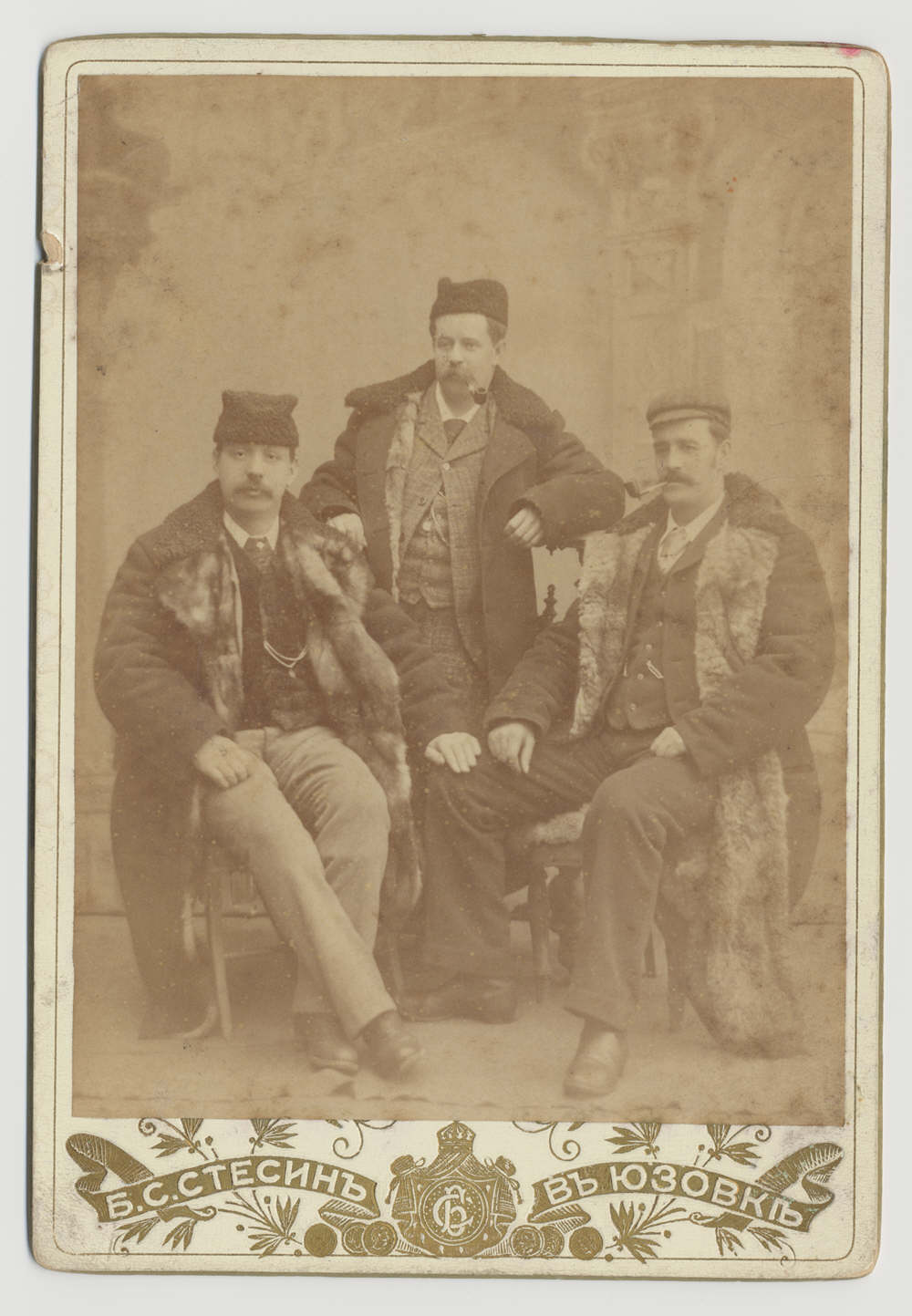
Фотография фотоателье Б. С. Стесина
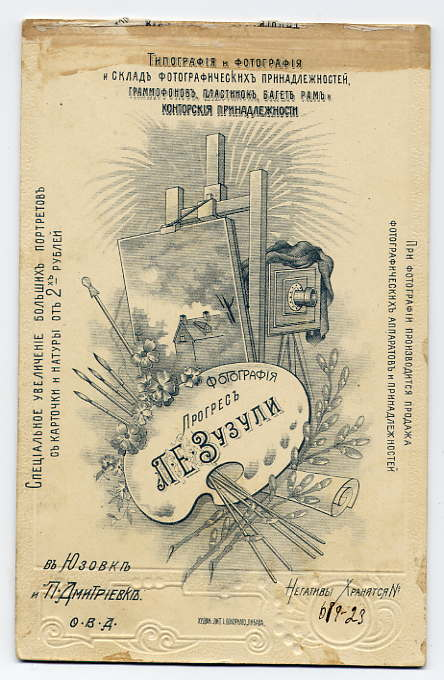
Паспарту фотоателье П. Е. Зузули
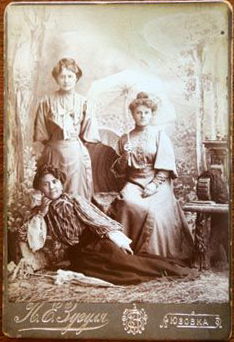
Фотография фотоателье П. Е. Зузули
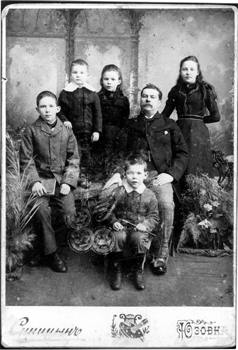
Фотография фотоателье Синицына
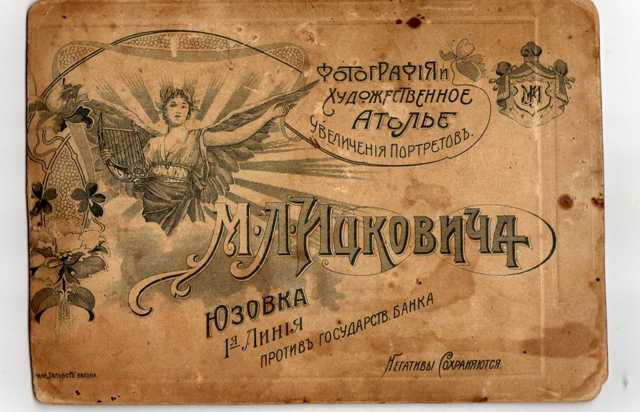
Паспарту фотоателье М. Л. Ицковича
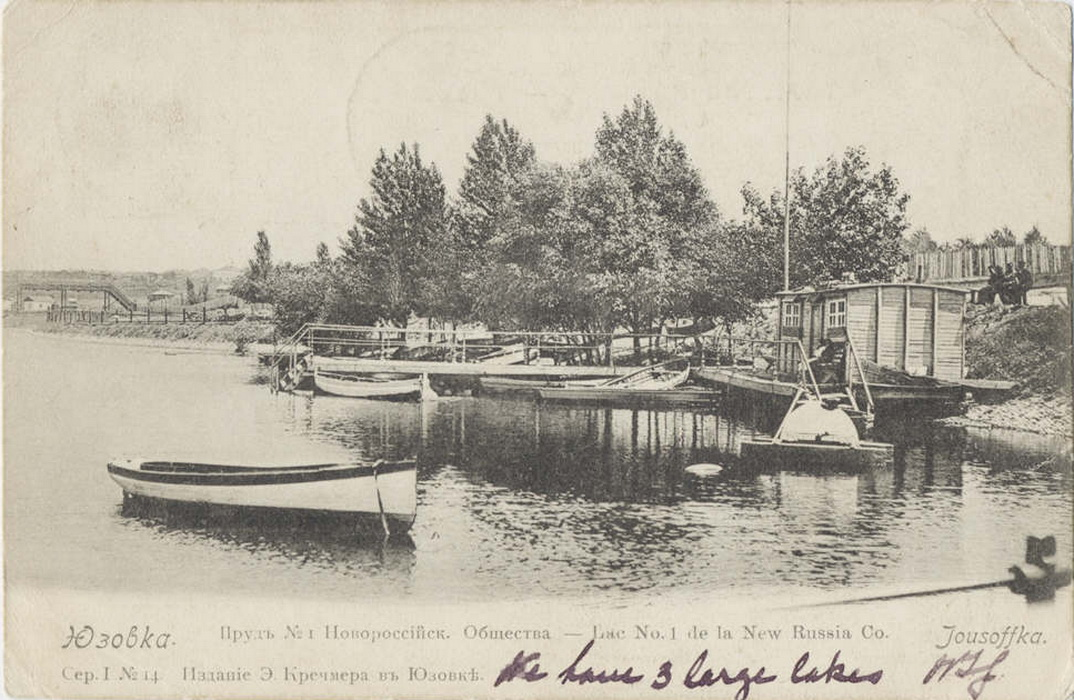
Открытка издательства Э. Кречмера в Юзовке

С 1984 года в Донецке при городском Дворце детского и юношеского творчества работает детская фотостудия «Миг». При Дворце культуры металлургов работает фотоклуб «Объектив».

## Коллекции
Донецкий областной краеведческий музей имеет коллекцию из 60 открыток с фотографиями Юзовки. Он осуществлял репринтное издание открыток, а также издание каталога открыток из фондов музея.

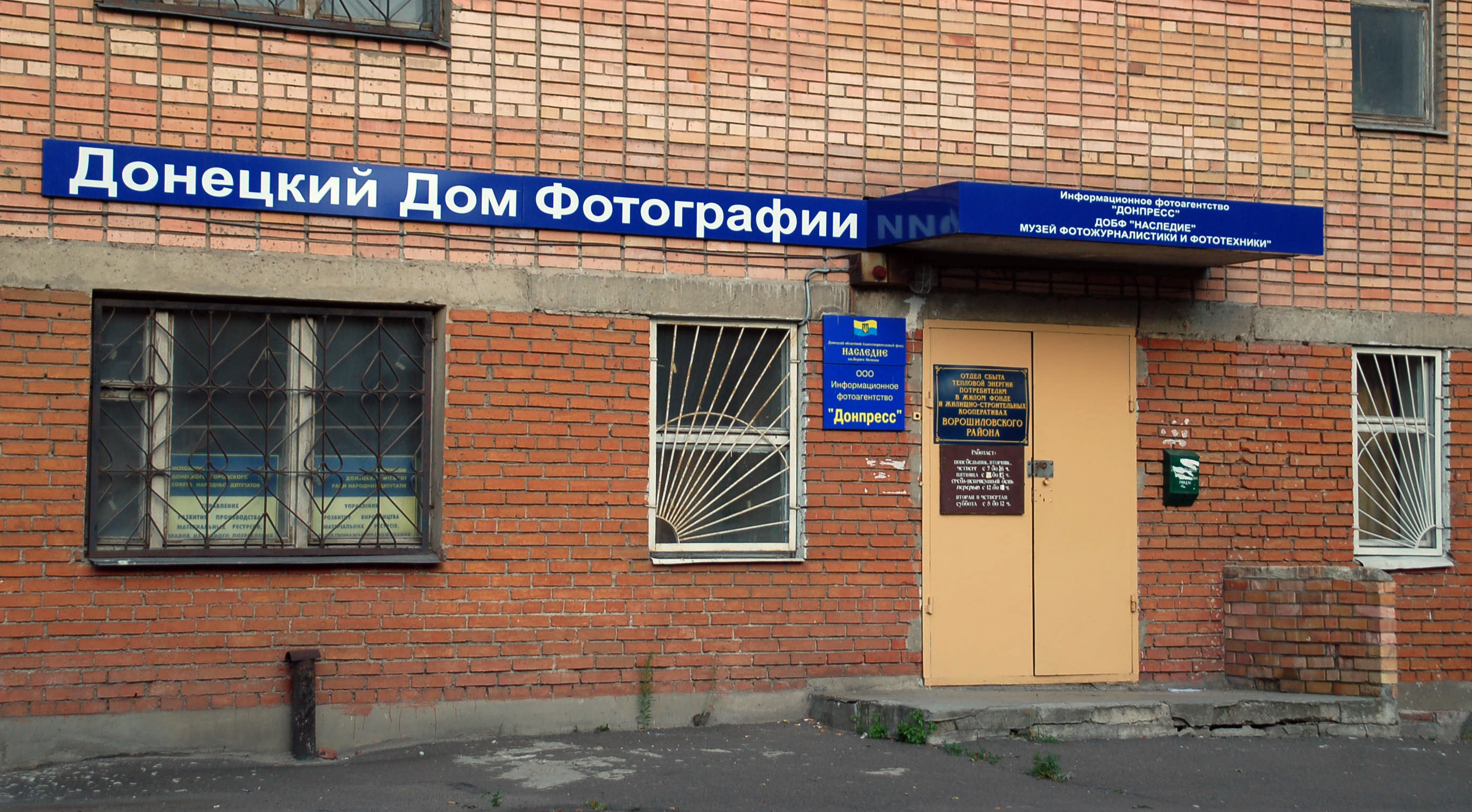
Дом фотографии, музей

В Донецке действует музей фотожурналистики и фототехники. Музей был открыт в июне 2008 года. Это единственный музей такого профиля на Украине. В музее представлены фотографии и личные вещи донецких фотографов, фототехника. Есть стенды посвящённые Е. Халдею, Е. Комму, Р. Азриелю, Б. Виткову, В. Гончарову, Г. Навричевскому.

## Фотовыставки

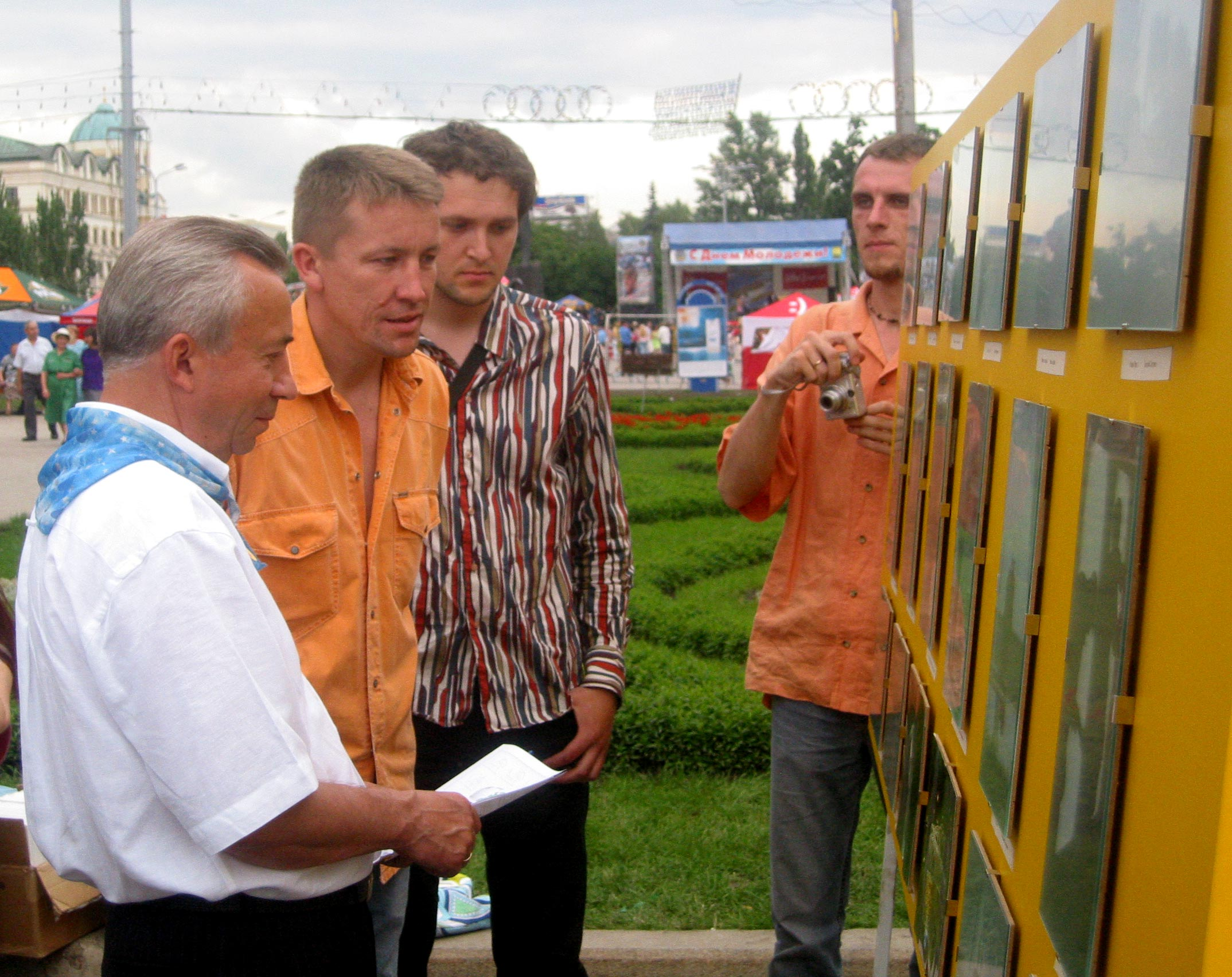
Мэр Донецка Лукьянченко на выставке фотоконкурса «Я.МІСТО.ДОНЕЦЬК»

Фотографические выставки проводятся в Донецком областном краеведческом музее, Донецком областном художественном музее, Донецком доме работников культуры. Дата обращения: 28 декабря 2020. Архивировано 29 ноября 2012 года.. В 2007 году в рамках празднования 75-летия создания Донецкой области перед Донецким областным советом были сооружены стенды для проведения фотовыставок на открытом воздухе.
На Донецких фотовыставках экспонируются работы известных мастеров, например, Робера Дуано; документальная фотография — снимки с Крымской войны, Геноцид в Руанде; выставки региональных фотоконкурсов и фотоклубов.
В 2005 году в Донецке прошли фотовыставки «Мои крылья — небо» (фотографии протоиерея Николая Катальникова), фотовыставки фотоконкурса «Я.МІСТО.ДОНЕЦЬК», «Праздник» и «От Генсбура до Генсбарра»  (фотографии Робера Дуано, выставки состоялись в рамках фестиваля «Французская весна») и другие.
В 2006 году в Донецке прошли фотовыставки фотоконкурса «Я.МІСТО.ДОНЕЦЬК» и другие.
В 2007 году в Донецке прошли фотовыставки: «Первополосные кадры» , «Донбасс с высоты» (фотографии Петра Кохановского с самолёта) и другие.
В 2008 году в Донецке прошли фотовыставки: «Прикоснуться и увидеть» (тактильные фотографии Юрия Билака), «Игры-2008. Вкус наших побед!» (посвящена XXIX Летним Олимпийским играм), «Трагедия Южной Осетии», «Гордость Донбасса»  (работы донецких фотографов 1970—1990-х годов), «Моя светлая Русь» (фотографии Сергея Бунтовского), фотовыставка детей, больных аутизмом и синдромом Дауна, «Святогорье — истоки духовности» (посвящена празднованию 1020-летия Крещения Руси, фотографии Петра Кохановского), фотовыставка к 65-й годовщине освобождения Донбасса и другие.

## Фотографы
В Донецке родился известный фотограф Евгений Халдей. Здесь он работал подмастерьем в фотоателье и самостоятельно сконструировал свой первый фотоаппарат. Был фотокорреспондентом в донбасском филиале «Прессфото», газетах «Металлист», «Сталинский рабочий», «Социалистический Донбасс», агентства «Союзфото» по Донбассу.